# 環の局所化
抽象代数学における環の局所化（きょくしょか、英: localization）あるいは分数環 (ring of fraction)、商環 (ring of quotient) は、環に乗法逆元を機械的に添加する方法である。すなわち、環 R とその部分集合 S が与えられたとき、環 R' と R から R' への環準同型を構成して、S の準同型像が R' における単元（可逆元）のみからなるようにする。さらに、R' が「可能な限りで最良な」あるいは「最も一般な」ものとなるようにするということを考える（こういった状況はふつうは普遍性によって表されるべきものである）。環 R の部分集合 S による局所化は S−1R で表され、あるいは S が素イデアル {\displaystyle {\mathfrak {p}}} の補集合であるときには {\displaystyle R_{\mathfrak {p}}} で表される。S−1R のことを RS と表すこともあるが、通常混乱の恐れはない。
局所化は完備化と重要な関係があり、環を局所化すると完備になるということがよくある。

## 用語について
「局所化」の名の起源は代数幾何学にある。R はある幾何学的対象（代数多様体）の上で定義された函数環とする。この多様体を点 p の近傍で「局所的に」調べようとするならば、p の近傍で 0 でないような函数全体の成す集合 S を考えることになる。その意味で、R を S に関して局所化して得られる環 S−1R は p の近傍における V の挙動についての情報のみをふくんでいる（局所環も参照）。
数論および代数的位相幾何学において、数 n「における」環や空間とか、n から「遠い」などという言及をすることがある。「n から遠い」("away from n") の意味は、「その環の中で n が可逆」（従って、Z[1/n]-代数になる）ということである。例えば、体については「素数 p から遠い」と言えば「その体の標数は p と異なる」という意味になる。Z[1/2] は「2 から遠い」が F2 や Z はそうではない。

## 形式的な構成
単元の積はふたたび単元であり、環準同型は積を保つことから、局所化に用いる S は R の乗法モノイドの部分モノイドであることが求められる。すなわち、S は 1 を含み、s, t が S の元ならば st もやはり S に含まれる。環 R のこのような性質を持つ部分集合を乗法的集合（乗法系）あるいは積閉集合（乗法的閉集合）と呼ぶ。
環 R が整域である場合には、局所化は容易に構成することができる。0 が単元となるような環は自明な環 {0} のみであるから、S に 0 が含まれるときには、局所化 S−1R は必ず {0} となる。それ以外の場合には、R の商体 K を利用することができる。すなわち、S−1R として、商体 K の部分環であって、R の元 r と S の元 s によって r/s の形に表される元全体になっているものをとればよい。この場合、自然写像 R → S−1R は標準的な埋め込みであり、特に単射になる（一般の場合にはこれは保証されない）。例えば、二進分数 の全体は、整数環 Z の 2 冪全体の成す積閉集合に関する局所化である。この場合 S−1R が二進小数の全体で R が整数全体、S は 2 冪の全体であって、R から S−1R への自然写像は単射である。 
一般の可換環に対しては商体は存在しないのだけれども、それでも S の元を分母に持つような「分数」からなる局所化を構成することは可能である。整域の場合とは対照的に、分子と分母を安全に「約分」できるのは、S の元の寄与の分だけである。
この構成は以下のようにして得られる。まず、R × S 上の同値関係 ~ を
{\displaystyle (r_{1},s_{1})\sim (r_{2},s_{2})\iff \exists t\in S\,[t(r_{1}s_{2}-r_{2}s_{1})=0]}
で定める。ここで、(r, s) の属する同値類を「分数」r/s の形に表すことにすると、同値類全体の成す集合 S−1R は（初等的な意味での分数が満たすのと同様の）演算
{\displaystyle a/s+b/t:=(at+bs)/st,\quad (a/s)(b/t):=ab/st}
によって環となる。R の各元 r を同値類 (r, 1) に写す写像 j: R → S−1R は環準同型を定めるが、これは一般には単射でない（R の二つの元が S の零化域に入ることになる零因子の分だけしか違わないなら、それらの j による像は等しい）。
局所化のもつ普遍性とは以下のようなものである。
環の局所化の普遍性
環準同型 j : R → S−1R は S の各元を S−1R の単元に写し、かつ f: R → T を別の環準同型で S の各元を T の単元に写すものとすれば、環準同型 g: S−1R → T で f = g ∘ j を満たすものがただ一つ存在する。
この普遍性を圏論の言葉で書けば次のようになる。環 R とその部分集合 S をとり、R 上の多元環 A で標準準同型 R → A のもと S の各元が A の単元となるようなもの全体の成す集合を考える。この集合の元を対象とし、R-線型写像を射として圏が定まり、この圏の始対象を R の S における局所化と呼ぶ。

## 例
整数環を Z, 有理数体を Q と表す。
- R = Z のとき、積閉集合 S = Z − {0} による局所化は S−1R = Q である。
- R = Z で p は素数とする。素イデアル (p) の補集合 S = Z − (p) による局所化 S−1R は (p) における整数環の局所化 Z(p) = {m/n ∈ Q  |  m, n ∈ Z, n ∉ (p)} である[2][3]。
- 可換環 R が与えられたとき、R の非零因子（すなわち、R の元 a であって、a を掛けるという操作が R 上の単射自己準同型となるようなもの）全体の成す集合 S は積閉集合である。このときの環 S−1R は R の全商環と呼ばれ、しばしば Q(R) や K(R) などで表される。この S は R から S−1R への標準準同型が単射となるような積閉集合として最大のものである。さらに R が整域ならば、これは R の商体に他ならない。
- 整数の剰余環 Z/nZ は、n が合成数のとき整域でない。n が素冪ならば有限局所環であって、その元は単元かさもなくば冪零であるから、この場合の局所化が零環のみしかありえないことが示される。しかし n = ab と分解され、a と b が 1 より大きく、互いに素ならば、Z/nZ は中国の剰余定理 によって Z/aZ × Z/bZ に同型であり、S として (1, 0) と 1 = (1, 1) のみからなる集合をとれば、対応する局所化は Z/aZ になる。
- Z/6Z の素イデアルは 2Z/6Z と 3Z/6Z の2つである（したがってクルル次元 0 である）。これらの極大イデアルによる局所化はそれぞれ F2, F3 であり体である。実は、可換環が被約かつクルル次元 0 であることと、任意の極大イデアルにおける局所化が体であることは同値である。（さらにこれはフォン・ノイマン正則であることとも同値である。）
- R が可換環で f が R の元とするとき、積閉集合 {fn  |  n = 0, 1, …}を考えると、これによる局所化は f の冪を可逆にすることによって得られる。f が冪零であった場合、局所化は零環となる。

## 性質
局所化 S−1R の性質をいくつか挙げる。
- 可換環 R と R の素イデアル {\displaystyle {\mathfrak {p}}} に対して、{\displaystyle {\mathfrak {p}}} の R における補集合 {\displaystyle R\setminus {\mathfrak {p}}} は積閉集合で、対応する局所化を {\displaystyle R_{\mathfrak {p}}} であらわす。このとき、{\displaystyle R_{\mathfrak {p}}} の唯一の極大イデアルは {\displaystyle {\mathfrak {p}}R_{\mathfrak {p}}=\{r/s\mid r\in {\mathfrak {p}},s\in R\setminus {\mathfrak {p}}\}} に等しい[4]。よって {\displaystyle R_{\mathfrak {p}}} は局所環である。
- S−1R = {0} となる必要十分条件は S が零元 0 を含むことである[2]。
- 環準同型 R → S−1R が単射である必要十分条件は S が零因子を含まないことである。
- S−1R の素イデアル全体の成す集合と、R の S と交わらない素イデアル全体の成す集合との間には全単射が存在する[5]。この全単射は 環準同型 R → S−1R によって誘導される。

## 応用
主に可換環論と代数幾何学において生じる以下の二つの局所化のクラスは、環のスペクトル Spec(R) のザリスキー位相に関する開集合上の函数環を構成するのに用いられる。
- 集合 S は与えられた元 r の冪全体からなるとする。このときの局所化は、函数 r が零でないようなザリスキー開集合 Ur ⊂ Spec(R)（このような形の集合は「主ザリスキー開集合」と呼ばれる）への制限に対応する。例えば R = K[X] が多項式環で r = X とすれば、局所化によってローラン多項式環 K[X, X−1] が得られる。この場合、局所化は埋め込み U ⊂ A1 に対応する。ただし A1 はアフィン直線であり、U は 0 の補集合であるようなザリスキー開集合である。
- 集合 S を R の与えられた素イデアル {\displaystyle {\mathfrak {p}}} の補集合とすると、{\displaystyle {\mathfrak {p}}} が素イデアルであることから S は積閉集合となる。この場合、「素イデアル {\displaystyle {\mathfrak {p}}} による局所化」と呼ぶのが普通である。局所化に対応するのは、素イデアル {\displaystyle {\mathfrak {p}}} によって定まる既約ザリスキー閉集合 {\displaystyle V({\mathfrak {p}})} の Spec(R) における補集合 U への制限である。

## 非可換の場合
非可換環の局所化はより難しく、単元を持つことが見込まれる集合 S の中にも局所化が存在しない場合がある。局所化の存在を保証する条件の一つにオアの条件 がある。
非可換環が局所化を持つ場合で、明らかに興味の対象となるのが、微分作用素の環の場合である。局所化によって、例えば、微分作用素 D の形式逆元 D−1 を解釈することができる微分方程式に対する D−1 の解釈はいろいろなやり方が様々な文脈で行われるが、局所化の方法による解釈は超局所解析 (microlocal analysis) と呼ばれる、いくつかの分野にわたる大きな数学的理論を形成している。接頭辞 micro- は特にフーリエ理論とも関連がある。

## 注記
1. ↑  ここでいう「分数環」や「商環」は、「分数体」や「商体」と同様の語法であって、剰余環の別名としての「商環」(quotient ring) とは異なる。商体や全商環は本項にいう意味での商環の特別な場合になっている（例節を参照）。